# Siliștea (Vitănești), Teleorman
Siliștea este un sat în comuna Vitănești din județul Teleorman, Muntenia, România. Se află în partea de est a județului, în Câmpia Găvanu-Burdea, pe malul drept al văii Vâjiștea, vis-a-vis de satul Schitu Poienari. La recensământul din 2002 avea o populație de 719 locuitori.